# 温暗物质
溫暗物質（英语：Warm Dark Matter，简称WDM）是理論上性質介於熱暗物质和冷暗物质之間的暗物质，經常以惰性中微子作為WDM的代表。
這個溫暗物質模型，使得天文物理學家在宇宙各處搜尋能合於理論的物質。